# Ambergtunnel
De Ambergtunnel is gelegen nabij Feldkirch in de Oostenrijkse deelstaat Vorarlberg. De tunnel werd in 1985 geopend om doorgaand verkeer te Feldkirch te vermijden. De tunnel is 2967 m lang en verbindt de in het Rijndal gelegen Rheintal/Walgau Autobahn met de in Walgau gelegen Walgauautobahn.

## Geschiedenis
De Ambergtunnel maakte de Rheintal-Autobahn voor het eerst geheel berijdbaar. Na de voltooiing van de westbuis en de oplevering van de tunnel op 16 juli 1985 waren tot 2003 maar twee rijstroken in gebruik. In het eerste exploitatiejaar gebruikten dagelijks gemiddeld 10.000 voertuigen de tunnel. Tegen het einde van het millennium nam de verkeersoverlast enorm toe. Tot de bouw van de tweede buis was congestie voor de tunnel niet alleen op ski-reisdagen in het weekend heel gewoon. In 2001 gebruikten gemiddeld 23.000 voertuigen de tunnel per dag, waarvan 2400 vrachtauto's. De hoogste overlast bedroeg zelfs 38.000 voertuigen per dag.
Omdat de Ambergtunnel tot de meest belaste tunnels met één buis van Oostenrijk hoorde, werd in 2003 een tweede buis (oostbuis) toegevoegd. Sindsdien staan er in totaal vier rijstreken ter beschikking. De op 16 december 2003 geopende oostbuis kostte 49 miljoen euro. 